# خط طول 94° غرب
خط طول 94° غرب هو أحد خطوط الطول الجغرافية، والتي تمتد من القطب الشمالي الجغرافي إلى القطب الجنوبي الجغرافي، وحسب التحويل الزمني يتأخر خط طول 94° غرب عن خط غرينتش بـ6 ساعة و16 دقيقة.

## من القطب إلى القطب
ينطلق خط طول 94° غرب من القطب الشمالي نحو القطب الجنوبي مرورا بالمناطق التي ترد في الجدول التالي:
| الإحداثيات                         | البلد أو الإقليم أو البحر | ملاحظات |
| ---------------------------------- | ------------------------- | --- |
| 90°0′N 94°0′W / 90.000°N 94.000°W  | المحيط المتجمد الشمالي    | |
| 81°21′N 94°0′W / 81.350°N 94.000°W | كندا                      | نونافوت — جزيرة أكسل هايبرغ |
| 78°53′N 94°0′W / 78.883°N 94.000°W | Norwegian Bay             | |
| 77°44′N 94°0′W / 77.733°N 94.000°W | كندا                      | نونافوت — Cornwall Island |
| 77°27′N 94°0′W / 77.450°N 94.000°W | Belcher Channel           | |
| 76°55′N 94°0′W / 76.917°N 94.000°W | كندا                      | نونافوت — جزيرة ديفون |
| 76°15′N 94°0′W / 76.250°N 94.000°W | Wellington Channel        | |
| 75°28′N 94°0′W / 75.467°N 94.000°W | كندا                      | نونافوت — جزيرة كورنواليس [لغات أخرى]‏ |
| 74°39′N 94°0′W / 74.650°N 94.000°W | Parry Channel             | Barrow Strait |
| 74°8′N 94°0′W / 74.133°N 94.000°W  | كندا                      | نونافوت — Somerset Island |
| 72°10′N 94°0′W / 72.167°N 94.000°W | خليج بوتيا                | Brentford Bay |
| 71°48′N 94°0′W / 71.800°N 94.000°W | كندا                      | نونافوت — mainland |
| 68°48′N 94°0′W / 68.800°N 94.000°W | Rasmussen Basin           | |
| 68°27′N 94°0′W / 68.450°N 94.000°W | كندا                      | نونافوت — mainland |
| 61°5′N 94°0′W / 61.083°N 94.000°W  | خليج هدسون                | |
| 58°46′N 94°0′W / 58.767°N 94.000°W | كندا                      | مانيتوبا أونتاريو — from 53°32′N 94°0′W / 53.533°N 94.000°W |
| 48°39′N 94°0′W / 48.650°N 94.000°W | الولايات المتحدة          | مينيسوتا آيوا — from 43°30′N 94°0′W / 43.500°N 94.000°W ميزوري — from 40°34′N 94°0′W / 40.567°N 94.000°W أركنساس — from 36°30′N 94°0′W / 36.500°N 94.000°W لويزيانا — from 33°1′N 94°0′W / 33.017°N 94.000°W تكساس — from 31°58′N 94°0′W / 31.967°N 94.000°W |
| 29°40′N 94°0′W / 29.667°N 94.000°W | خليج المكسيك              | |
| 18°15′N 94°0′W / 18.250°N 94.000°W | المكسيك                   | تاباسكو ولاية فيراكروز — from 17°50′N 94°0′W / 17.833°N 94.000°W ولاية واهاكا — from 17°9′N 94°0′W / 17.150°N 94.000°W تشياباس — from 16°48′N 94°0′W / 16.800°N 94.000°W                                                                                     |
| 16°0′N 94°0′W / 16.000°N 94.000°W  | المحيط الهادئ             | |
| 60°0′S 94°0′W / 60.000°S 94.000°W  | المحيط الجنوبي            | |
| 72°31′S 94°0′W / 72.517°S 94.000°W | القارة القطبية الجنوبية   | المطالب الإقليمية بالقارة القطبية الجنوبية |